# Étienne Clavier
Étienne Clavier (26 de desembre de 1762, Lió, França - 18 de novembre de 1817, París, França) fou un magistrat i hel·lenista francès, amic de l'erudit grec Adamàntios Koraís.

## Biografia
Fill d'un ric negociant, estudià llengües antigues, i estudià a París estudis de jurisprudència. Acabà el 1788 com a conseller al Grand Châtelet, però en fou revocat durant la Revolució. Entrà a la magistratura sota el Directori, i esdevingué jutge al tribunal criminal del Sena, on destacà per la seva independència de caràcter durant el procés del general Moreau. Empès per Joachim Murat, que li demanà de pronunciar la pena capital tot donant-li l'assegurança que Napoleó li faria un favor, Clavier pronuncià llavors: «I a nosaltres, qui ens el farà?». Finalment és exclòs d'aquest càrrec durant la reorganització dels tribunals el 1811.
Fou escollit membre de l'Académie des inscriptions et belles-lettres el 1809, casà la seva filla amb Paul-Louis Courier amb la condició que ell entrés també a l'Acadèmia. Esdevingué catedràtic d'història i de moral al Collège de France el 1812 i nomenat censor reial durant la Restauració.
Étienne Clavier contribuí a l'Académie des inscriptions amb diverses memòries, destacant-ne Oracles des Anciens, on sostingué que els sacerdots de l'antiguitat no havien de recórrer al frau per produir llurs miracles, els quals s'explicaven fàcilment amb la confiança i la credulitat del poble.

## Publicacions principals
- Histoire des premiers temps de la Grèce, depuis Inachus jusqu'à la chute des Pisistratides (2 volumes, 1809)

Traductions
- Plutarc: Œuvres, traducció de Jacques Amyot revisada i editada per Étienne Clavier (26 volums, 1801-1805)
- Pseudo-Apol·lodor: Bibliothèque d'Apollodore l'Athénien (2 volums, 1805)
- Pausànias: Description de la Grèce (7 volums, 1814-1823)